# Black Widow of La Porte
Black Widow Of La Porte è un singolo del chitarrista statunitense John 5, pubblicato nel 2007 come estratto dall'album in studio The Devil Knows My Name. La canzone è stata registrata con Jim Root, chitarrista del gruppo musicale statunitense Slipknot.

## Descrizione
La canzone presenta una ritmica molto veloce, caratterizzata da veloci assoli in ogni strofa, e manca completamente la parte vocale, ad eccezione di alcuni sussurri.
Durante i concerti non viene eseguita con Root, ma le sue parti sono quelle della canzone in studio.

## Tracce
Musiche di John William Lowery e James Donald Root.
1. Black Widow of La Porte (feat. Jim Root)